# الکساندر کارج
الکساندر کارج (انگلیسی: Alexander Courage؛ ۱۰ دسامبر ۱۹۱۹ – ۱۵ مهٔ ۲۰۰۸) موسیقی‌دان، آهنگساز، ارکستراتور و تنظیم‌کننده موسیقی اهل ایالات متحده آمریکا بود.
یکی از دلایل شهرت او، ساختِ موسیقی متن برای سریال تلویزیونی «پیشتازانِ فضا» (۱۹۶۹–۱۹۶۷) بود.
وی همچنین یکی از برندگان جایزه امی بود.
از دیگر آثار او می‌توان به خانواده والتون، گمشده در فضا و سفر به قعر دریا اشاره کرد.
الکساندر کارج در گورستان وست‌وود دفن شده است.